# Öster (efternamn)
Öster är ett svenskt efternamn som den 31 december 2013 bars av 1021 personer bosatta i Sverige, och som använts som soldatnamn.

## Personer med efternamnet Öster
- Ebba Öster (1904–1988), målare
- Karl-Inge Öster (1905–1983), psykiater, medicinalråd
- Oscar Öster (1850–1937), tandläkare
- Richard Öster (1916–1978), målare, tecknare och grafiker